# Coste medio ponderado de capital
El coste medio ponderado del capital (CMPC) (en inglés, weighted average cost of capital, abreviado como WACC) es la tasa de descuento que debe utilizarse para determinar el valor presente de un flujo de caja futuro, en un proceso de valoración de empresas, activos o proyectos. El flujo de caja utilizado en un proceso de valoración es el flujo de caja libre, es decir, el flujo de caja que generaría el activo a valorar si no se tuviera en cuenta ninguna entrada o salida de caja relacionada con la financiación (generalmente gasto financiero y el ahorro fiscal generado por este).  
El CMPC es un concepto básico de las finanzas, y su teoría y aplicaciones se encuentran en la mayoría de los libros de textos de Finanzas Corporativas. Dos de estos textos traducidos al español son Ross et al. (2012) y Brealey et al. (2004).

## Cálculo
En el caso de existir sólo deuda (D) y patrimonio (E) en una empresa (es decir en el caso más simple), el CMPC se define como:
{\displaystyle WACC=K_{e}{\frac {E}{E+D}}+K_{d}(1-T){\frac {D}{E+D}}}
Donde:
WACC: Promedio Ponderado del Costo de Capital;
Ke: Tasa de coste de oportunidad de los accionistas. Generalmente se utiliza el método del CAPM (capital asset pricing model) para obtenerla;
E: Monto de Equity o Capital aportado por los accionistas;
D: Monto de Deuda financiera contraída;
Kd: Tasa de Coste de la deuda financiera;
T: Tasa de Impuestos corporativos, a las utilidades de las empresas.
El término (1 – T) se conoce como «escudo fiscal» o, en inglés, tax shield.
Para calcular de forma correcta esta tasa de descuento se debe utilizar el valor de mercado del capital de los accionistas y de la deuda (en oposición al valor contable)